# Pequena Paixão (Dürer)
Pequena Paixão é um conjunto de trinta e sete xilogravuras sobre a Vida, Paixão e Ressurreição de Cristo publicadas em 1511 pelo mestre alemão Albrecht Dürer e cujas melhores cópias existentes se encontram no British Museum, em Londres.
Em 1511, Dürer reeditou algumas das suas antigas xilogravuras, como a série do Apocalipse, e publicou uma nova série da Paixão, a Pequena Paixão, assim designada para a distinguir de outra publicada no ano anterior, a Grande Paixão (1497-1510), constituída por doze gravuras de maiores dimensões também sobre a Paixão de Cristo. A Pequena Paixão foi um conjunto de gravuras de menor tamanho, mas apesar do nome era uma série muito mais ambiciosa pois englobou trinta e seis folhas mais o frontispício com cenas que iam do Génesis ao Juízo Final.
São as seguintes as trinta e sete gravuras:
1. Frontispício
2. Pecado original
3. Expulsão do Paraíso terrestre
4. Anunciação
5. Natividade
6. Saída de Cristo
7. Entrada em Jerusalém
8. Expulsão dos mercadores do Templo
9. Última Ceia
10. Lavagem dos pés
11. Oração no Orto
12. Prisão de Cristo
13. Cristo perante Ananias
14. Cristo perante Caifás
15. Cristo ridicularizado
16. Cristo perante Pilatos
17. Cristo perante Erodes
18. Flagelação
19. Cristo coroado de espinhos
20. Ecce homo
21. Pilatos lava as mãos
22. Cristo carregando a cruz
23. Sudário da Verónica
24. Cristo pregado à cruz
25. Crucificação
26. Cristo no Limbo
27. Deposição da cruz
28. Lamentação de Cristo
29. Enterro de Cristo
30. Ressurreição de Cristo
31. Cristo aparece à Mãe
32. Noli me tangere
33. Ceia em Emaús
34. Incredulidade de S. Tomé
35. Ascenção
36. Pentecostes
37. Juízo Final

## Galeria das 36 gravuras

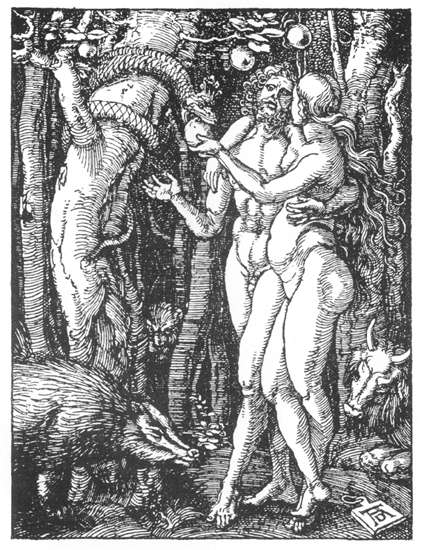
Pecado original
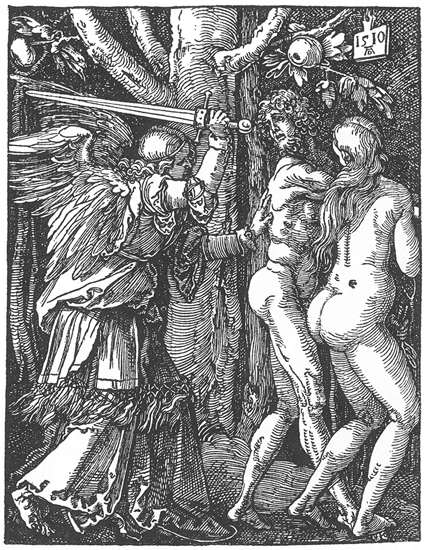
Expulsão do Paraíso terrestre
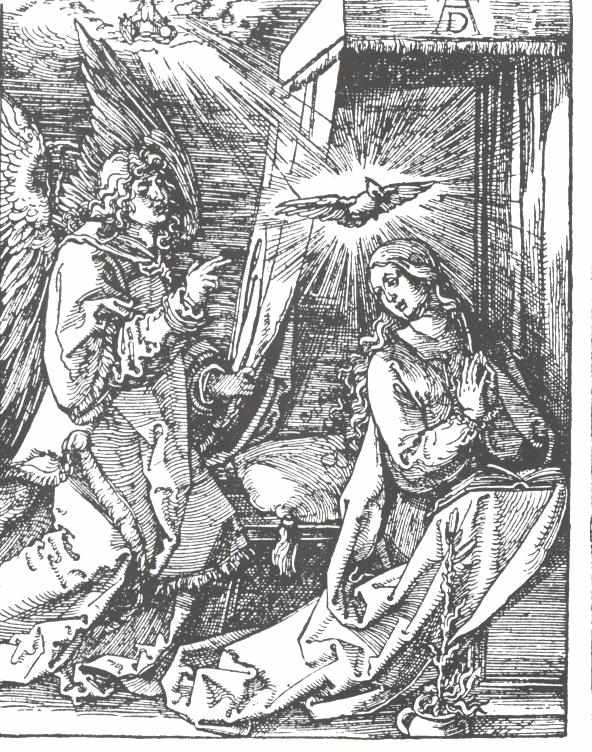
Anunciação
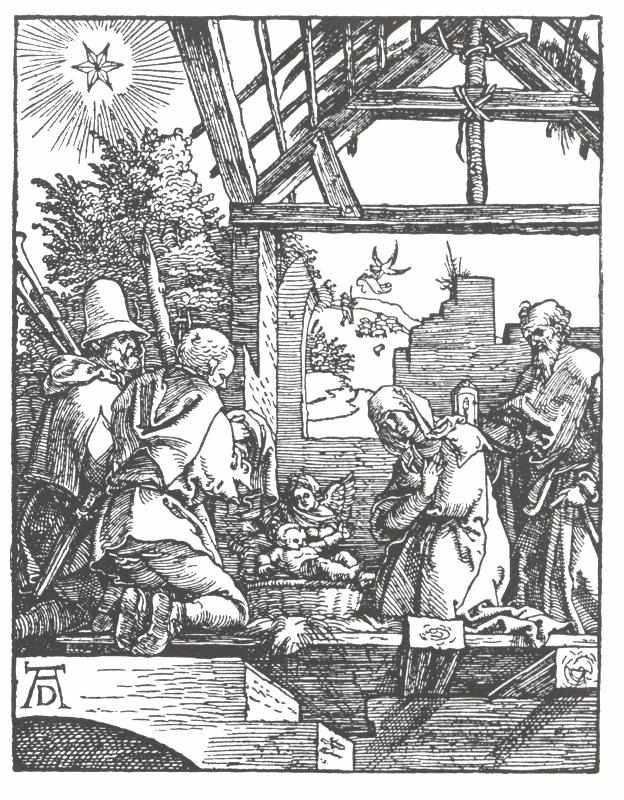
Natividade
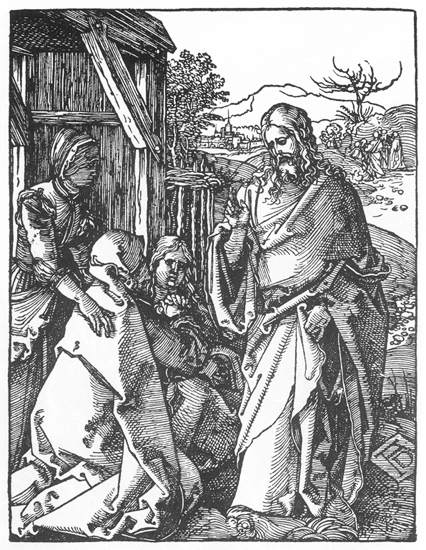
Saída de Cristo
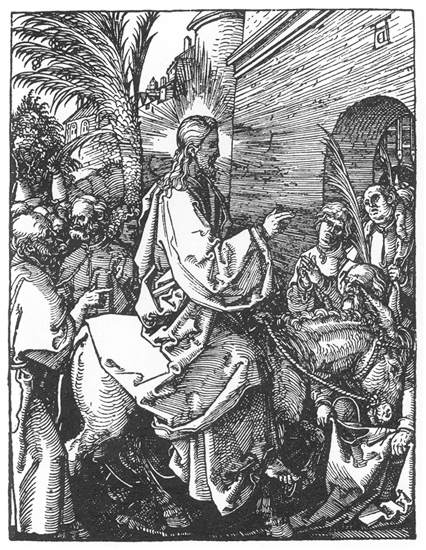
Entrada em Jerusalém
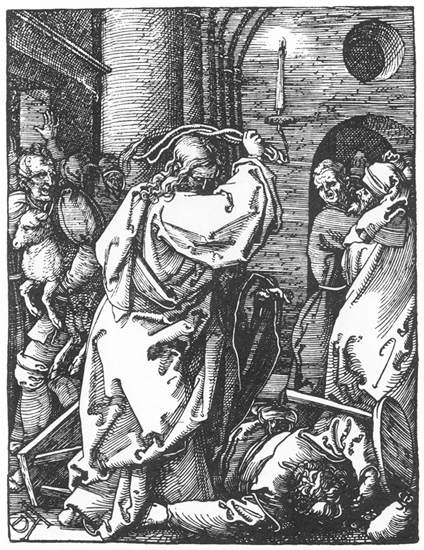
Expulsão dos mercadores do Templo
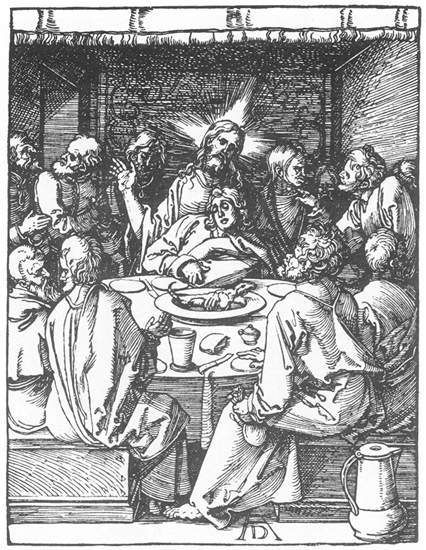
Última Ceia
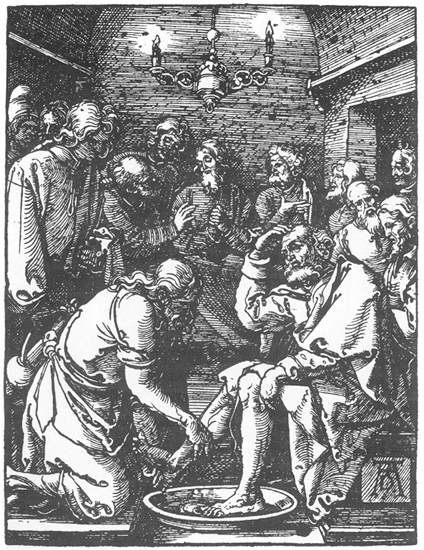
Lavagem dos pés
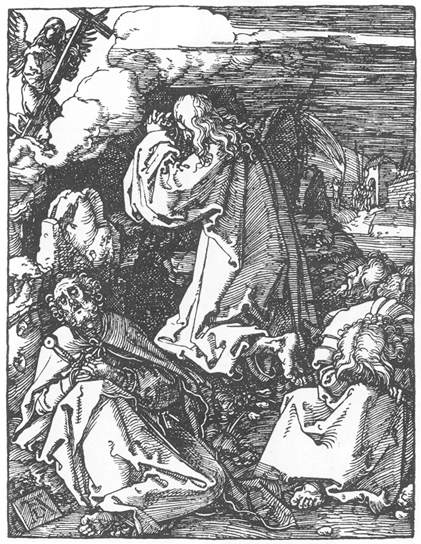
Oração no Orto
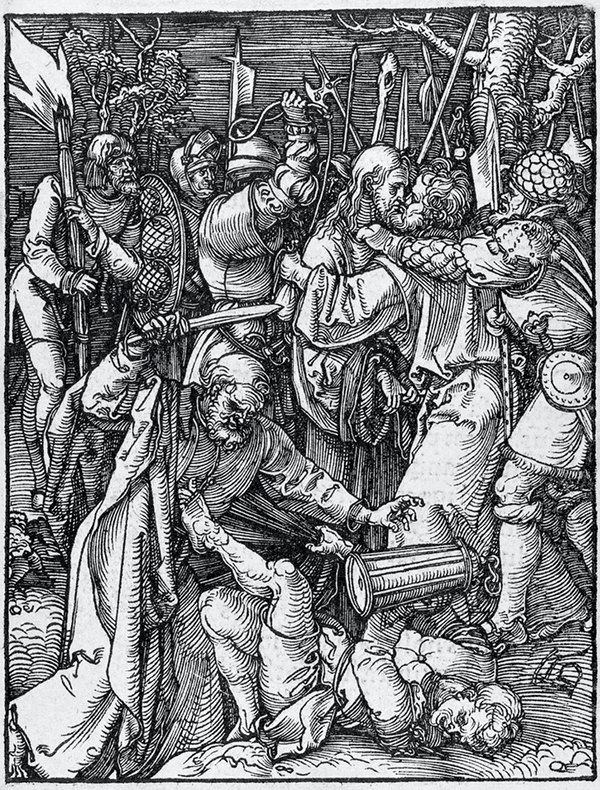
Prisão de Cristo
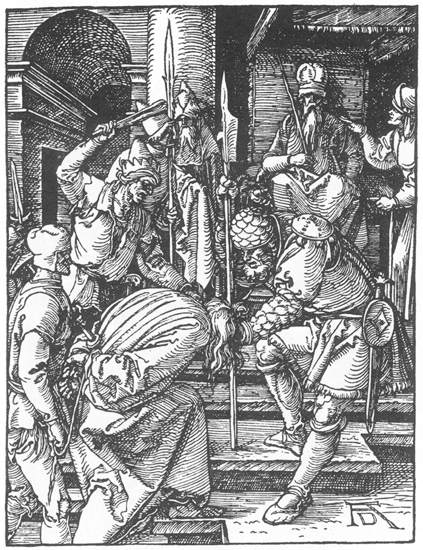
Cristo perante Ananias
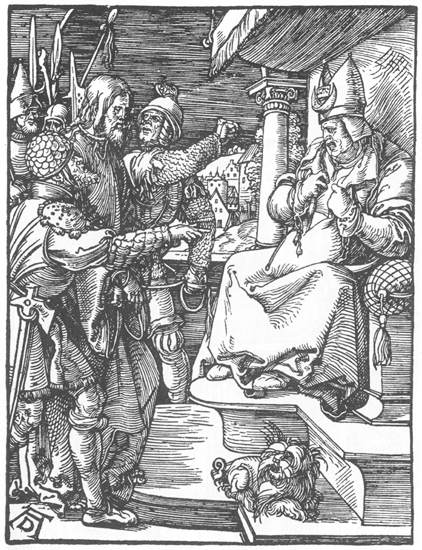
Cristo perante Caifás
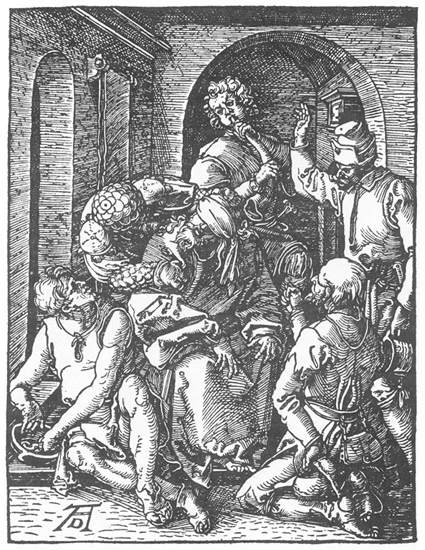
Cristo ridicularizado
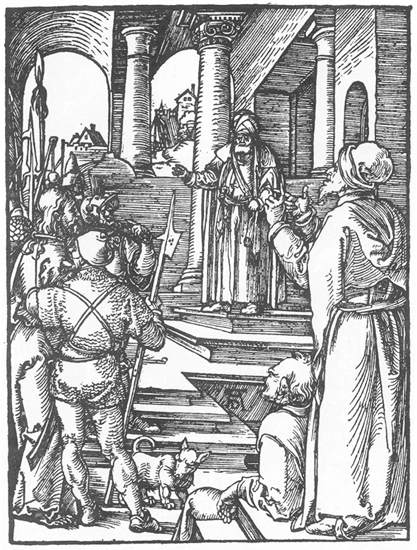
Cristo perante Pilatos
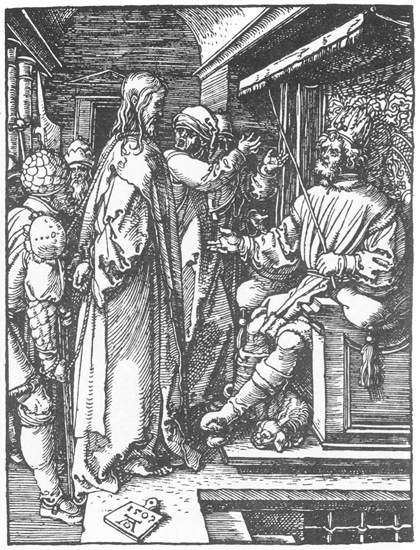
Cristo perante Erodes
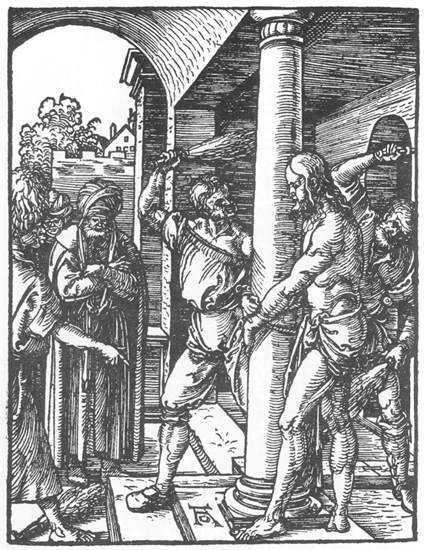
Flagelação
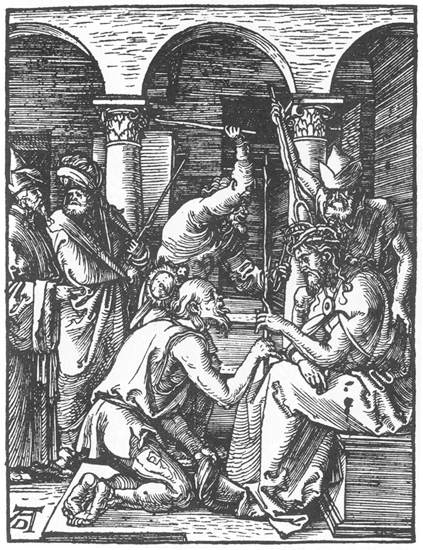
Cristo coroado de espinhos
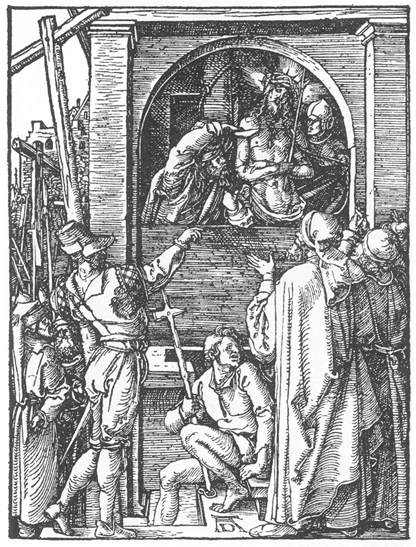
Ecce homo
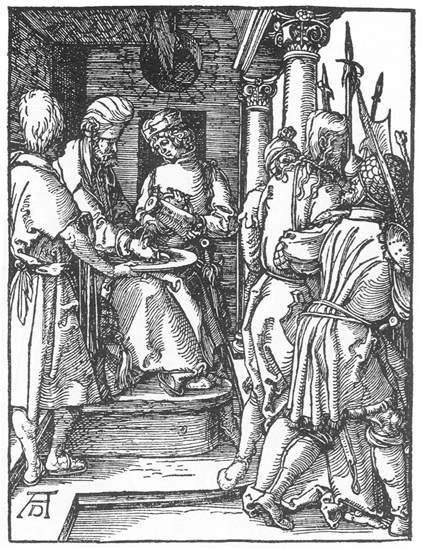
Pilato lava as mãos
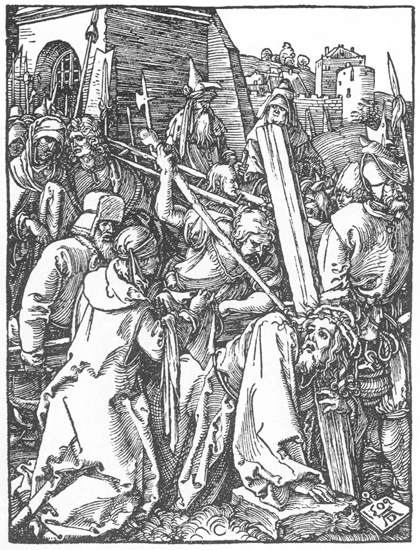
Cristo carregando a cruz
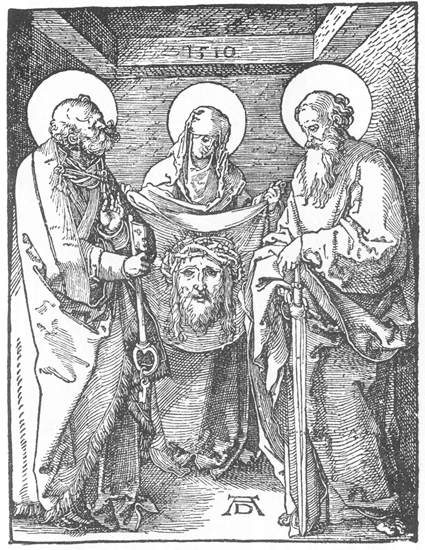
Sudário da Verónica
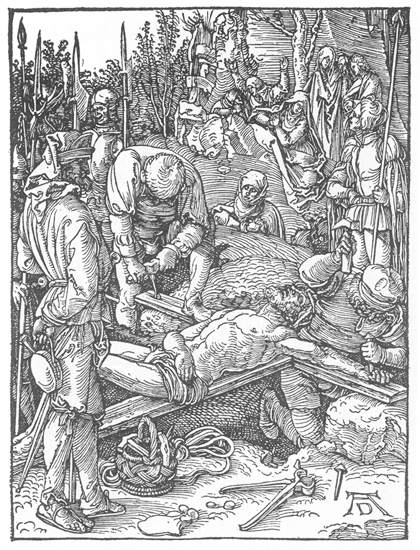
Cristo pregado à cruz
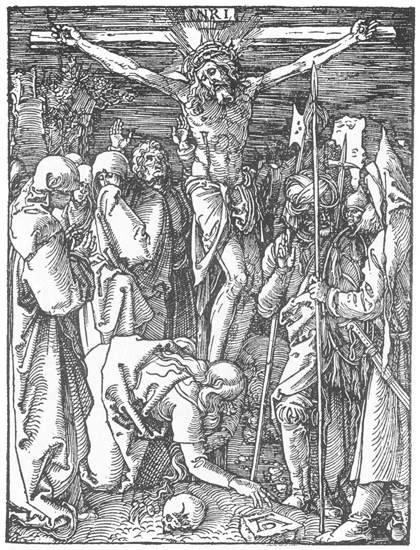
Crucificação
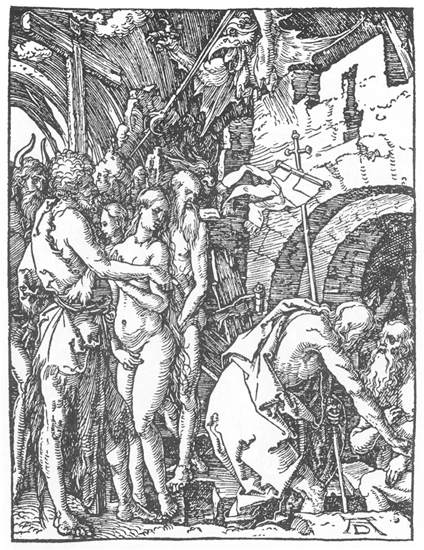
Cristo no Limbo
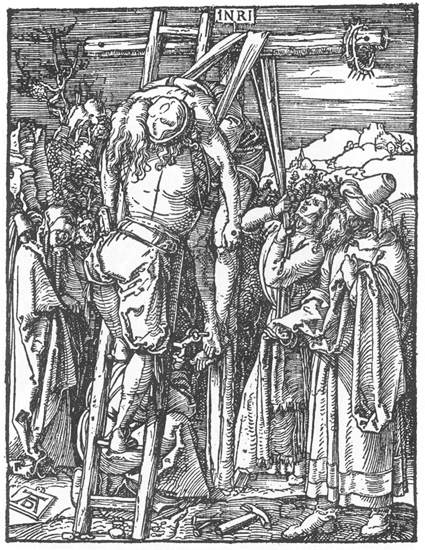
Deposição da cruz
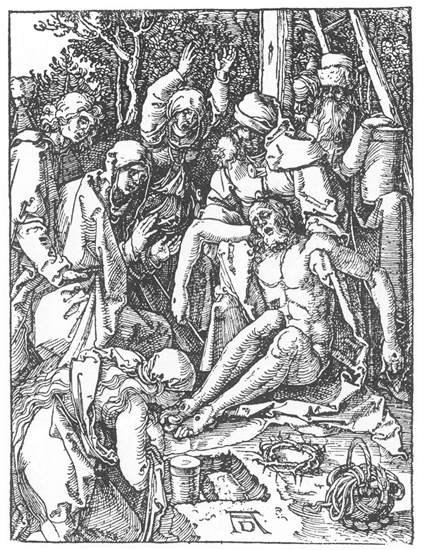
Lamentação de Cristo
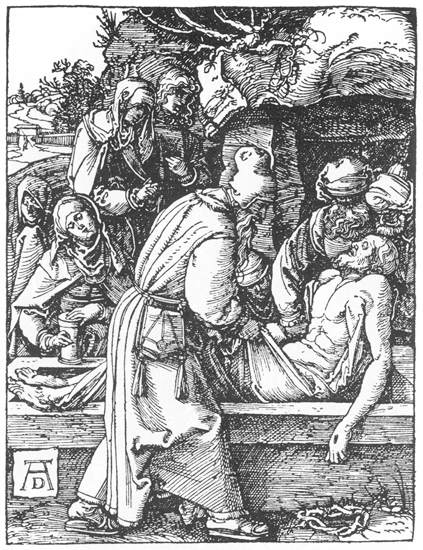
Enterro de Cristo
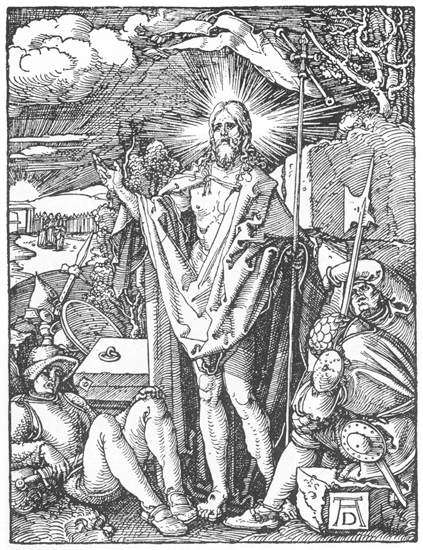
Ressurreição de Cristo
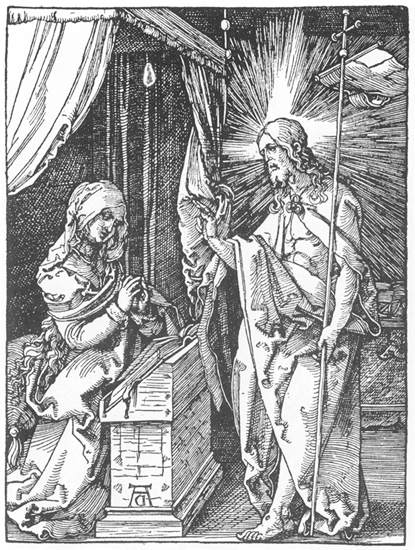
Cristo aparece à Mãe
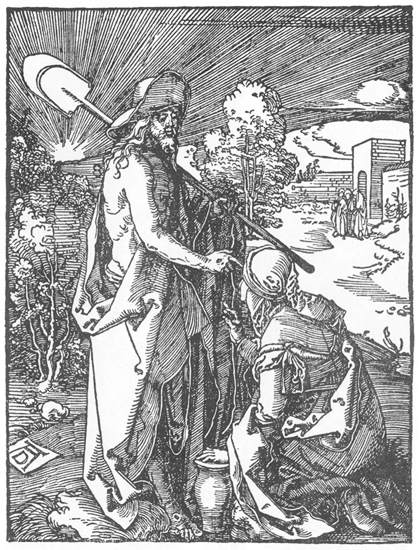
Noli me tangere
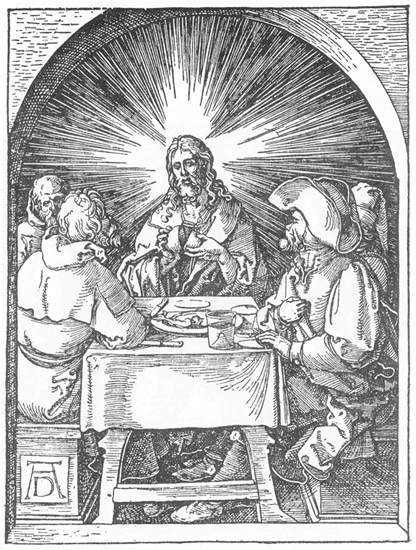
Ceia em Emaús
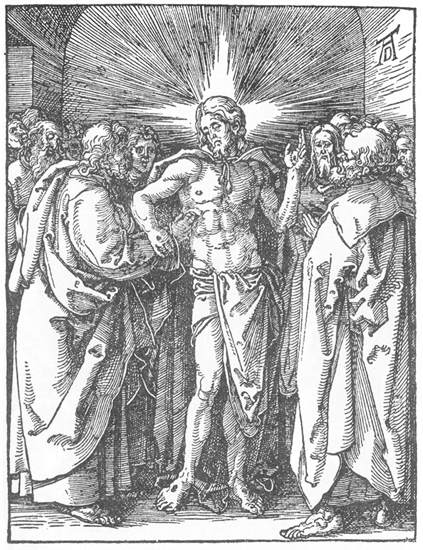
Incredulidade de S. Tomé
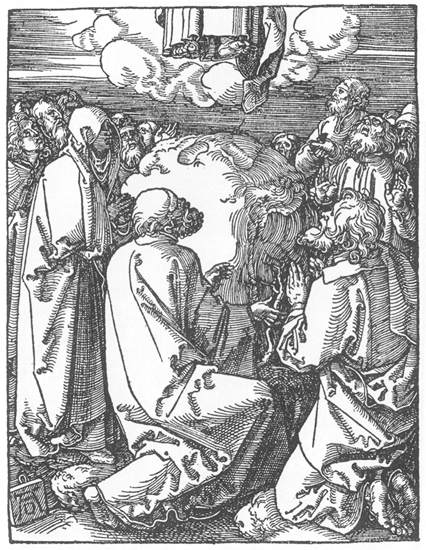
Ascenção
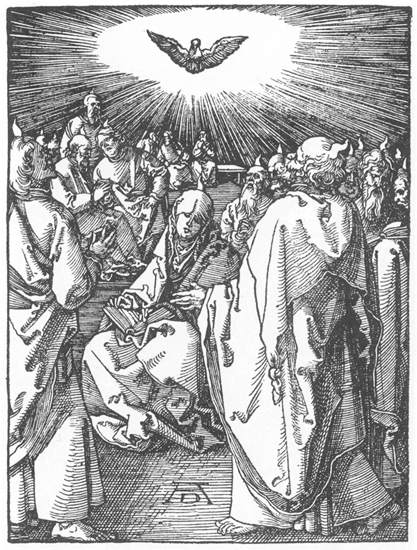
Pentecostes
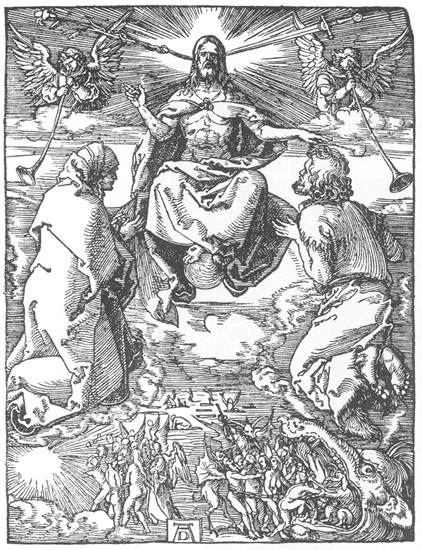
Juízo Final